# Alisma lanceolatum
Alisma lanceolatum là một loài thực vật có hoa trong họ Alismataceae. Loài này được With. mô tả khoa học đầu tiên năm 1796.